# 大日本帝国海軍文官一覧
大日本帝国海軍（海軍省、軍令部等）の文官の一覧。
海軍の軍務に服する。一般文官と同じように親任官、勅任官及び判任官に分けられる。海軍大臣及び海軍次官は現役の武官であっても在職中は官制上は文官である。
主な海軍文官は、大臣、次官のほか、政務次官、参与官、書記官その他法務官（高等軍法会議法務官など）、司法事務官（法務局員、各鎮守府法務長など）、海軍兵学校など諸学校の海軍教授、海軍官衙の技師、通訳官、編修官、などで、判任官は属、書記、軍法会議の録事、技手などである。

## 海軍主計大監
- 南郷茂光
- 真野観我
- 猪山成之（武士の家計簿参照）

## 海軍主計中監
- 谷元道之（大書記官）

## 海軍書記官
- 榎本重治（高等官一等、中将と同格）

## 海軍技師・海軍技手
- 浜口興右衛門
- 甲斐鉄三郎
- 下瀬雅允
- 木村駿吉
- 桜井小太郎
- 真島健三郎
- 渡辺寧
- 鳥居鉄也

## 海軍編修・海軍編修書記
- 長谷川辰之助（二葉亭四迷）
- 吉田庫三
- 寺島成信

## 海軍教授
- 近藤真琴
- 澤太郎左衛門
- 麻生武平
- 橋本雅邦
- 片山淳吉
- 古川正雄
- 三輪光五郎
- 小花万次
- 中村純九郎
- 蘆野敬三郎
- 木村駿吉
- 高橋作衛
- 松波仁一郎
- 山川端夫
- 内田百閒
- 豊島与志雄
- 芥川龍之介
- 三品彰英
- 井桁貞敏
- 公文公（中学校・高等学校数学免許教員・海軍兵学校海軍文官海軍教授・教育者・「公文式」学習指導法の考案及び創設並びに普及に尽力した者。）
- 荒川久壽男

## 主理
- 小森沢長政

## 参考資料
- 海軍文官は、防衛庁防衛研究所図書館史料閲覧室が所蔵する海軍記録『職員進退録』に、採用時に本人が提出した履歴書が残るのが通例である。個人情報なので、アジア歴史資料センターでのネット公開の対象外である。同研究所で閲覧し、複写を申請することはできる。